# Samuel Dolin
Samuel Dolin   (Montreal, 22 d'agost de 1917 - Midland, 13 de gener de 2002) va ser un compositor, pedagog musical i administrador d'art quebequès. Associat del "Canadian Music Centre" i membre fundador de la "Canadian League of Composers" (CLC), va ser vicepresident de la CLC de 1967/68 i president de 1969/73. També va ser vicepresident de la "International Society" per la música contemporània (ISCM) 1972/75 i president del Capítol canadenc del ISCM de 1970/74. De 1945 a 2001 va ensenyar composició musical, teoria de la música i el piano en el Conservatori Reial de Música on va formar dotzenes de compositors canadencs rellevants.
Dolin va rebre la seva formació musical primerenca a la seva ciutat natal, on va estudiar piano i teoria musical amb Tania i Vladmir Elgart, Vladimir Emenitov i Erle Stanley Gardner. Va ingressar a la Universitat de Toronto a finals dels anys 1930, on va obtenir una llicenciatura de música el 1942. De 1942 a 1945 va ensenyar música a "Trinity College School" i també va ser supervisor de música per a les escoles públiques dels comtats de Durham i Northumberland a Ontario.
El 1945, Dolin va començar els seus estudis de postgrau en composició musical sota John Weinzweig al Conservatori de Música de Toronto (ara "The Royal Conservatory of Music"). Al mateix temps, es va incorporar a la facultat del conservatori. Finalment va tornar a la Universitat de Toronto, on va obtenir un doctorat en música en composició el 1958. Entre els seus altres professors hi havia Weldon Kilburn, Reginald Godden, E. Robert Schmitz i Ernst Krenek.

## Treballar com a compositor
La producció compositiva de Dolin inclou orquestral música, música de cambra, música coral, obres per a piano sol, cançons d'art vocal i una sèrie d'obres dramàtiques. La seva música abasta una varietat d'estils, des de la romanticisme tradicional fins al cromatisme i altres tècniques de composició modernes. Un exemple d'una de les seves obres més tradicionals és la seva Serenade for Strings que va ser estrenada per l'CBC Symphony Orchestra als Jocs Olímpics d'hivern de 1952 a Oslo, Noruega. Una de les seves obres més experimentals és Drakkar (1972), una obra escènica sobre els primers albiraments víkings del Nou Món. L'obra utilitza un conjunt de cambra amb música electrònica, tres solistes vocals, una presentació de diapositives multimèdia, ballarins i un narrador.
La majoria de les obres a gran escala de Dolin daten des de la seva primera a mitja carrera. La meitat de les seves obres orquestrals van ser escrites durant la dècada de 1950, incloses les dues primeres de les seves tres simfonies. La seva única òpera Casino 'Greed' es va estrenar el 1967. Va escriure la partitura de pel·lícula per a la pel·lícula de 1970 Machina. També va contribuir amb música a la ràdio i la televisió canadenca durant la dècada de 1970.
A partir de la dècada de 1980, Dolin va escriure obres a escala més petita com la seva coneguda Two Vocalises for Two Celli (1990). Dues excepcions notables són les seves últimes obres simfòniques, Concert per a oboè i violoncel amb orquestra (1989) i Doble Concert per a oboè, violoncel i orquestra. Aquesta darrera obra es va estrenar el 31 de març de 1988 en un concert en honor al 70è aniversari del compositor al Jane Mallett Theatre, St Lawrence Center, que es va emetre al programa de la CBC Radio Two New Hours. Els solistes de l'actuació incloïen la filla de Dolin, la violoncel·lista Elizabeth Dolin i l'oboista Patricia Morehead.

## Treballar com a educador
Dolin va ensenyar composició musical, teoria musical i piano al Royal Conservatory of Music (RCMT) durant 56 anys. El 1966 va fundar l'estudi de música electrònica de la RCMT després de fer una gira per instal·lacions similars als Estats Units i Europa. També va renovar completament els programes de grau associat de composició i teoria musical a l'RCMT. El maig de 1984 va establir el Canadian Contemporary Music Workshop (CCMW) a l'RCMT. El taller anual consistia en conferències, lectures i concerts de nova música orquestral i de cambra. Històricament la majoria dels treballs presentats han estat de canadencs però el taller és obert a tothom. Dolin va exercir com a director artístic del taller fins a la seva jubilació de la RCMT l'any 2001. Actualment, l'escola atorga anualment la "Beca Dr. Samuel J. Dolin en Composició".
La carrera docent de Dolin a la RCMT va produir una llista impressionant de compositors. L'èxit dels seus alumnes s'atribueix no només als seus mètodes pedagògics sinó també a la seva defensa del seu treball. Dolin sovint interpretava les composicions dels seus estudiants en recitals de la facultat o organitzava concerts públics exposant la seva obra al conservatori. L'estil compositiu dels seus alumnes és molt variat, fet que demostra la notable capacitat de Dolin per adaptar la seva docència als interessos de cada alumne. Alguns dels seus alumnes notables són: Milton Barnes, Stuart Broomer, Brian Cherney, Steven Gellman, Herbie Helbig, Jim Hiscott, Paul Hoffert, Scott Irvine, Lorraine Johnson, Moe Koffman, Gary Kulesha, Larysa Kuzmenko, Joseph Lerner, Michel Longtin, Gene Martynec, John Mills-Cockell, Michael Pepa, Allan Rae, Eric Robertson, John Robertson, Clark Ross, Ann Southam, Ben Steinberg, Timothy Sullivan, Roman Toi, Alan Torok, Ben Trowell, Ruth Watson Henderson, John Welsman, Wes Wraggett i Jack Zaza.